# John Lee Ka-chiu
John Lee (Hong Kong, 7 dicembre 1957) è un politico hongkonghese, ex poliziotto e dal 2022 quinto capo dell'esecutivo (governatore) di Hong Kong.
Lee è stato vice commissario delle forze di polizia di Hong Kong dal 2010 al 2012. Quindi è stato nominato sottosegretario alla sicurezza da Leung Chun-ying nel 2012. Dopo che Carrie Lam è diventata governatrice nel 2017, è stato promosso al Segretario per la Sicurezza. Nel 2021 è subentrato a Matthew Cheung come segretario capo per l'amministrazione, incarico che ha ricoperto fino al 2022. Lee è noto per essere un intransigente contro il partito pro-democrazia di Hong Kong, avendo svolto un ruolo chiave nella repressione dell'opposizione.
Essendo l'unico candidato approvato dalla Cina alle elezioni per governatore di Hong Kong del 2022, Lee è entrato in carica il 1º luglio 2022. La sua selezione è stata vista come una mossa dal governo cinese per concentrare ulteriormente il legame di Hong Kong con la terraferma.

## Biografia

### In polizia
Lee non ha frequentato l'università dopo la scuola secondaria. Il 15 agosto 1977, all'età di 19 anni, Lee si è unito alla Royal Hong Kong Police Force come ispettore in prova. È diventato ispettore capo l'11 maggio 1984, sovrintendente capo nel 1997, vice commissario nel 2003, vice commissario senior nel 2007 e vice commissario nel 2010. Dopo aver svolto un'ampia gamma di incarichi operativi, tra cui il CID, Reclami contro la polizia, qualità del servizio, personale, formazione, sistemi informativi, finanza, formulazione di politiche, pianificazione e sviluppo, Lee è stato comandante della regione occidentale di Kowloon, vice commissario (crimine) e direttore della criminalità e della sicurezza.
Durante il suo incarico come agente di polizia, Lee ha conseguito un diploma in politiche pubbliche e amministrazione presso la Charles Sturt University in Australia nell'ambito di un programma di autoapprendimento sponsorizzato dalle forze dell'ordine.

### Ufficio per la sicurezza
Lee è stato nominato Sottosegretario alla Sicurezza nel 2012 dal governatore Leung Chun-ying  e promosso Segretario alla Sicurezza nel luglio 2017 nell'amministrazione di Carrie Lam. Nel 2019, Lee ha svolto un ruolo chiave nel sostenere il disegno di legge sull'estradizione di Hong Kong del 2019.
Il 3 luglio 2020, l'agenzia di stampa statale cinese Xinhua ha riferito che il Comitato per la salvaguardia della sicurezza nazionale della regione amministrativa speciale di Hong Kong era stato formalmente istituito. C'erano 10 membri nel comitato, uno dei quali era Lee. Nell'ottobre 2020, Lee ha dichiarato in un'intervista alla Shenzhen Satellite TV di essere grato a Pechino che ha approvato la legge sulla sicurezza nazionale.
Nel dicembre 2020, Lee ha difeso il congelamento dei conti bancari appartenenti all'ex legislatore del Partito Democratico Ted Hui e ha affermato che altri conti bancari, compresi quelli dei parenti del sospettato, potrebbero essere congelati se ritenuti correlati a un crimine. 
Nel gennaio 2021, dopo l'arresto di 53 esponenti pro-democrazia, Lee ha affermato al Consiglio legislativo che erano stati arrestati per "sovversione del potere statale". Lee ha anche dichiarato che "The Security Bureau riafferma con forza e sostiene pienamente l'operazione della polizia, che è risoluta e professionale". Inoltre, Lee ha sostenuto che i tentativi degli esponenti dell'opposizione erano "malvagi" e intendevano "rovesciare" il governo. 
Il 15 gennaio 2021, Lee ha affermato che la nuova legge sulla sicurezza nazionale includerebbe la sorveglianza delle comunicazioni da parte della polizia, conferendo potenzialmente alla polizia più potere di intercettare e leggere le comunicazioni. 
Nell'aprile 2021, Lee ha sostenuto che i servizi disciplinati di Hong Kong avrebbero adottato la marcia a passo d'oca in stile PLA per dimostrare "sentimenti nazionalistici" e "rafforzare la consapevolezza della sicurezza nazionale". Nel luglio 2022, Lee in qualità di governatore ha affermato che "questa volta abbiamo adottato in modo completo la marcia in stile cinese, che riflette pienamente l'identità nazionale della polizia e il senso di appartenenza al paese, e rappresenta anche un impegno solenne alla fiducia accordata dalla nazione e alla lealtà al paese”. 

## Vita privata
Nel 1980, John Lee ha sposato Janet Lam Lai-sim in giovane età, dopo la nascita del loro primo figlio. Hanno due figli, Gilbert Lee Man-lung and Lee Man-chun.
La moglie e i due figli di Lee hanno la cittadinanza britannica, e quindi Lee (l'ha avuta sino al 2012, quando l'ha lasciata per assumere la posizione di Sottosegretario alla sicurezza) può ancora rivendicarla.
È soprannominato "Pikachu" dalla fazione anti-establishment di Hong Kong, poiché suona simile al nome cantonese "Lee Ka-chiu". 
Ha detto di essere cattolico ed è membro dell'Hong Kong Club.